# Diadegma aztecum
Diadegma aztecum là một loài tò vò trong họ Ichneumonidae.